# De Dødes Dag
De Dødes Dag (spansk: Día de Muertos) er en mexikansk fejring som gennemføres den 1. og 2. november. Dagens fejring er en blanding af præcolumbiansk kultur og de katolske alle sjæles dag og allehelgensdag. 
Det er en festdag både i Mexico og Mellemamerika samt store dele af USA, hvor der befinder sig mange mexicanere og mellemamerikanere. 
Oprindelsen for fejringen af de dødes dag i Mexico kommer fra før de spanske conquistadorer ankom til kontinentet. Der er registreret fejringer fra aztekere, mayaere, purépechaer, nahuaer og totonacaer. Tegn tyder på at fejringerne har foregået i flere tusind år. Tidligere var det normalt at beholde kranier som trofæer og vise dem frem under ritualer som symboliserede døden og genfødslen.
Før den spanske erobring blev fejringen udført i juni og juli. Efter katolicismen fik indpas blev fejringen flyttet til oktober/november så det passede sammen med alle sjæles dag.
De Dødes Dag blev optaget på UNESCOs liste over Mesterværker i mundtlig og immateriel kulturarv i 2008.